# Zona Balnear e de Lazer das Arinhas

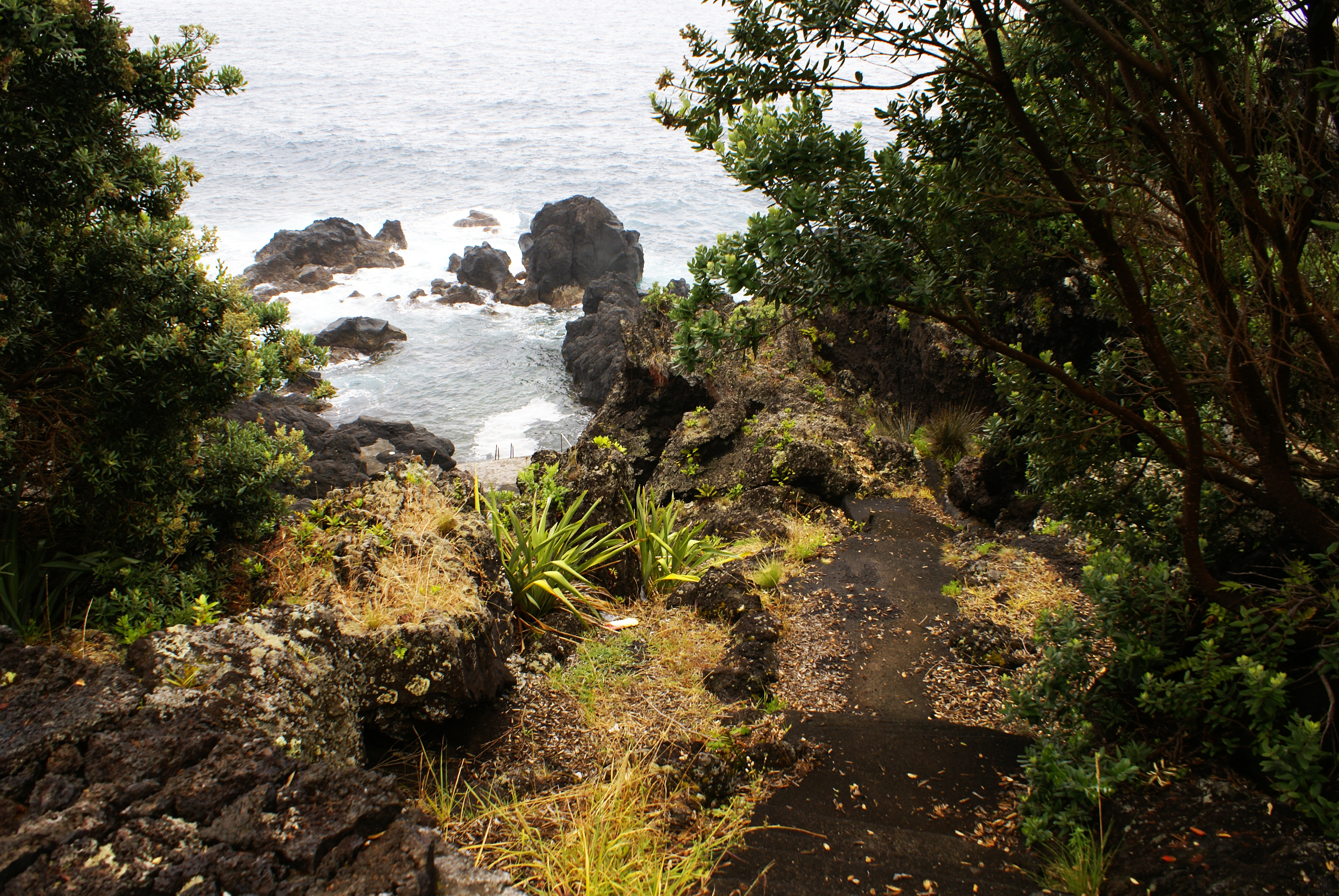
Zona Balnear e de Lazer das Arinhas.

A Zona Balnear e de Lazer das Arinhas é uma zona de Praia marítima rochosa de origem vulcânica localizada em São João, município das Lajes do Pico, ilha do Pico, Açores.
Inaugurada em 28 de maio de 2006 pela presidente Câmara Municipal das Lajes do Pico, Sara Santos, sendo então presidente da Junta de Freguesia de São João José Armindo Gonçalves.
A envolver esta zona de banhos existe uma grande quantidade de matos endémicos da Macaronésia, típicos das florestas da Laurissilva que se misturam por entre campos de vinha que cresce entre escura pedra de lava.  
Sendo um local de acesso não muito fácil permite um relativo isolamento onde a avifauna é muito abundante, destacando-se por entre as espécies animais que mais frequentam este local destacam-se a Gaivota, (Larídeos), o Cagarro (Calonectris diomedea borealis), Milhafre (Buteo buteo rothschildi), Pombo-comum (Columba livia). Pombo-torcaz-dos-Açores (Columba palumbus azorica), Pardal-comum (Passer domesticus), Lavandeira, Melro-preto (Turdus merula), Estorninho-comum (Sturnus vulgaris), Toutinegra-de-barrete-preto (Sylvia atricapilla), Tentilhão (Fringilla coelebs moreletti), Garajau-rosado (Sterna dougallii) e o Garajau-comum (Sterna hirundo).